# 1949年全米選手権 (テニス)
1949年 全米選手権（1949ねんぜんべいせんしゅけん）に関する記事。

## 大会の流れ
- 1881年から1967年まで、全米選手権は各部門が個別の名称を持ち、大会会場も別々のテニスクラブで開かれた。これが他の3つのテニス4大大会と大きく異なる点である。
  - 男子シングルス　名称：全米シングルス選手権（U.S. National Singles Championship）／会場：ニューヨーク市クイーンズ区フォレストヒルズ、ウエストサイド・テニスクラブ　（1924年-1977年）
  - 女子シングルス　名称：全米女子シングルス選手権（U.S. Women's National Singles Championship）／会場：フォレストヒルズ、ウエストサイド・テニスクラブ　（1921年-1977年）
  - 男子ダブルス　名称：全米ダブルス選手権（U.S. National Doubles Championship）／会場：マサチューセッツ州ボストン市、ロングウッド・クリケット・クラブ　（1946年-1967年まで）
  - 女子ダブルス　名称：全米女子ダブルス選手権（U.S. Women's National Doubles Championship）／会場：ボストン、ロングウッド・クリケット・クラブ　（1946年-1967年まで）
  - 混合ダブルス　名称：全米混合ダブルス選手権（U.S. Mixed Doubles Championship）／会場：フォレストヒルズ、ウエストサイド・テニスクラブ　（1942年-1977年）
- 1967年までは、男子ダブルス・女子ダブルスの2部門がボストンの「ロングウッド・クリケット・クラブ」で開かれ、他の3部門（男女シングルス・混合ダブルス）はフォレストヒルズで行われた。

## シード選手

### 男子シングルス
（アメリカ人シード選手：10名）
1. テッド・シュローダー　（準優勝）
2. パンチョ・ゴンザレス　（優勝、大会2連覇）
3. ビル・タルバート　（ベスト4）
4. ガードナー・ムロイ　（ベスト8）
5. フランク・パーカー　（ベスト4）
6. アーサー・ラーセン　（ベスト8）
7. アール・コチェル　（3回戦）
8. ハーバート・フラム　（1回戦）
9. ビック・セイシャス　（1回戦）
10. サミュエル・マッチ　（3回戦）

（外国人シード選手：10名）
1. エリック・スタージェス　（3回戦）
2. ヤロスラフ・ドロブニー　（ベスト8）
3. フランク・セッジマン　（ベスト8）
4. ジョン・ブロムウィッチ　（3回戦）
5. ジョバンニ・クチェリ　（2回戦）
6. フェリシモ・アンポン　（3回戦）
7. ロベール・アブデッセラム　（3回戦）
8. マルセロ・デル・ベロ　（2回戦）
9. ジョージ・ワーシントン　（1回戦）
10. ウラジミール・チェルニーク　（2回戦）

### 女子シングルス
（アメリカ人シード選手：7名）
1. ルイーズ・ブラフ　（ベスト4）
2. マーガレット・オズボーン・デュポン　（優勝、大会2連覇）
3. ドリス・ハート　（準優勝）
4. シャーリー・フライ　（3回戦）
5. パトリシア・カニング・トッド　（ベスト8）
6. ガートルード・モラン　（3回戦）
7. ベバリー・ベーカー　（ベスト8）

（外国人シード選手：7名）
1. ベティ・ヒルトン　（ベスト4）
2. マグダ・ルラック　（3回戦）
3. ジーン・クォーティアー　（3回戦）
4. ジーン・ウォーカー・スミス　（3回戦）
5. ケイ・タッキー　（3回戦）
6. モリー・ブレア　（3回戦）
7. パトリシア・マッケン　（1回戦）

## 大会経過

### 男子シングルス
準々決勝
- パンチョ・ゴンザレス vs.  アーサー・ラーセン　4-6, 6-1, 6-3, 2-6, 6-1
- フランク・パーカー vs.  ガードナー・ムロイ　6-4, 6-2, 6-4
- テッド・シュローダー vs.  フランク・セッジマン　6-3, 0-6, 6-4, 6-8, 6-4
- ビル・タルバート vs.  ヤロスラフ・ドロブニー　6-4, 6-2, 6-2

準決勝
- パンチョ・ゴンザレス vs.  フランク・パーカー　3-6, 9-7, 6-3, 6-2
- テッド・シュローダー vs.  ビル・タルバート　2-6, 6-4, 4-6, 6-4, 6-4

### 女子シングルス
準々決勝
- ルイーズ・ブラフ vs.  ベバリー・ベーカー　6-1, 2-6, 6-2
- ドリス・ハート vs.  バーバラ・スコフィールド　6-2, 6-0
- マーガレット・オズボーン・デュポン vs.  パトリシア・カニング・トッド　6-3, 10-8
- ベティ・ヒルトン vs.  ヘレン・ペレス　6-2, 6-3

準決勝
- ドリス・ハート vs.  ルイーズ・ブラフ　7-5, 6-1
- マーガレット・オズボーン・デュポン vs.  ベティ・ヒルトン　6-2, 6-3

## 決勝戦の結果
- 男子シングルス： パンチョ・ゴンザレス vs.  テッド・シュローダー　16-18, 2-6, 6-1, 6-2, 6-4
- 女子シングルス： マーガレット・オズボーン・デュポン vs.  ドリス・ハート　6-4, 6-1
- 男子ダブルス： ジョン・ブロムウィッチ＆ ビル・シッドウェル vs.  フランク・セッジマン＆ ジョージ・ワーシントン　6-4, 6-0, 6-1
- 女子ダブルス： ルイーズ・ブラフ＆ マーガレット・オズボーン・デュポン vs.  ドリス・ハート＆ シャーリー・フライ　6-4, 10-8
- 混合ダブルス： エリック・スタージェス＆ ルイーズ・ブラフ vs.  ビル・タルバート＆ マーガレット・オズボーン・デュポン　4-6, 6-3, 7-5